# David Sisi
David Alexander Sharp Sisi (Rinteln, 5 febbraio 1993) è un rugbista a 15 italiano, dal 2017 seconda linea delle Zebre e giocatore internazionale della Nazionale italiana.

## Biografia
Nato a Rinteln, in Germania, luogo in cui sorge una base militare britannica dove suo padre Carlo, inglese di origine tosco-laziale, prestava all'epoca servizio, tornò con la famiglia nel Regno Unito alloggiando in varie installazioni dell'esercito fino a stabilirsi definitivamente a Southampton.
Cresciuto nella formazione cittadina dei Tottonians, fu solo intorno ai 16 anni che iniziò a considerare seriamente una carriera sportiva nel rugby, quando, studente a Londra, entrò nelle giovanili del London Irish e iniziò a salire i ranghi attraverso le formazioni nazionali inglesi di categoria fino ad arrivare alla Under-20 con cui vinse nel 2013 il Sei Nazioni e il campionato mondiale giovanile.
I numerosi infortuni subìti in tale fase della sua carriera non gli permisero di esprimersi con continuità per cui, anche dopo il passaggio al prestigioso e pluridecorato Bath, non ebbe molto spazio e fu dato in prestito a diversi club, compreso quello che lo crebbe, i London Irish.
Al termine del contratto con Bath nel 2017 Sisi considerò l'ipotesi di lasciare il Regno Unito per giocare in Europa del sud (Francia, Italia e Spagna le sue destinazioni preferite) ma a farsi avanti furono le italiane Zebre.
Idoneo a rappresentare l'Italia, fu convocato nella squadra nazionale che si preparava al Sei Nazioni 2019 ed esordì in azzurro il 2 febbraio a Edimburgo contro la Scozia.
Nel corso dell'anno giunse anche la convocazione per la Coppa del Mondo 2019 in Giappone.